# V2129 Ophiuchi
V2129 Ophiuchi (V2129 Oph) es una estrella variable en la constelación de Ofiuco.
Muy tenue para ser observada a simple vista —su magnitud aparente máxima es +11,2—, se encuentra en la región de formación estelar de ρ Ophiuchi a 391 años luz del sistema solar.

## Características
V2129 Ophiuchi es una joven estrella T Tauri de tipo espectral K5e.
Tiene una temperatura efectiva de aproximadamente 4500 K y su luminosidad es un 40 % mayor que la luminosidad solar.
Su radio es el doble de grande que el de Sol y gira sobre sí misma con una velocidad de rotación proyectada de 14,5 km/s.
Su eje está inclinado 65º respecto al observador terrestre, siendo su período de rotación medio de 6,53 días, pues parece que éste varía entre 6,35 y 6,60 días.
Los modelos de evolución estelar contemplan que V2129 Ophiuchi tiene una masa un 35 % mayor que la masa solar.
Por otra parte, la acreción de masa sobre la estrella es sólo moderada, estimándose en 10-8 masas solares por año.
Presenta un claro exceso en el infrarrojo a 10 μm, típica de discos de acreción de polvo; la masa de dicho disco puede ser equivalente a la masa del planeta Júpiter.
Su edad se cifra entre 2 y 3 millones de años, lo que supone apenas 1/1850 de la edad del Sol.

V2129 Ophiuchi posee un campo magnético con dos componentes, uno octupolar y otro dipolar de 2,1 y 0,9 kG respectivamente, ambos inclinados 20º respecto al eje de rotación.
Se ha constatado que la topología del campo magnético cambió significativamente a lo largo de un período de cinco años.

## Variabilidad
V2129 Ophiuchi está catalogada como variable Orión.
En su fotosfera se ha identificado una mancha oscura que se piensa que es responsable de la fluctuación del período de rotación conforme la mancha migra en latitud en una escala de tiempo larga.
La emisión de rayos X por parte de V2129 Ophiuchi es variable en una escala de tiempo de horas.
Asimismo, se ha detectado una llamarada de unas diez horas de duración que incrementó su luminosidad en rayos X en un factor de 3.

## Compañera estelar
V2129 Ophiuchi tiene una compañera estelar, denominada 2MASS J16262096-2408468, cuya separación visual es de 6 segundos de arco. Ello equivale a una distancia proyectada de 70 UA aproximadamente.
Dicha compañera tiene una masa de 0,1 masas solares.